# Ectoedemia crypsixantha
Ectoedemia crypsixantha là một loài bướm đêm thuộc họ Nepticulidae. Nó được miêu tả bởi Meyrick năm 1918. Nó được tìm thấy ở Nam Phi (Nó đã dược miêu tả ở Pretoria).